# Mediorhynchus vaginatus
Espèce
Synonymes
- Echinorhynchus vaginatus  Diesing, 1851 - protonyme[1]

Mediorhynchus vaginatus est une espèce d'acanthocéphales de la famille des Gigantorhynchidae.
C'est un parasite digestif d'oiseaux néotropicaux découvert par Diesing en 1851.